# Ectenurus yamagutii
Ectenurus yamagutii är en plattmaskart. Ectenurus yamagutii ingår i släktet Ectenurus och familjen Hemiuridae. Inga underarter finns listade i Catalogue of Life.